# Super Mario Party
Super Mario Party là một trò chơi điện tử nhiều người chơi được phát triển bởi NDcube và phát hành bởi Nintendo. Đây là một trong những trò chơi trong loạt trò chơi Mario Party, nó được Nintendo Switch phát hành vào ngày 5 tháng 10 năm 2018. Với việc bán được 1,5 triệu bản tính đến cuối tháng, Super Mario Party trở thành một trong những tựa trò chơi được bán chạy nhất của Nintendo.

## Cách chơi

Mario trong Whomp's Domino Ruins

Lối chơi truyền thống theo vòng của các trò chơi Mario Party cũ trở lại trong Super Mario Party, sau khi Mario Party 9 và Mario Party 10 đã chuyển sang lối chơi di chuyển thứ tự lần lượt. Có hai chế độ trò chơi tiêu chuẩn:
- Mario Party Mode: Có bốn người chơi thay phiên nhau và di chuyển để tìm kiếm các ngôi sao.
- Partner Party Mode: Có hai đội gồm hai người chơi cũng di chuyển để tìm kiếm các ngôi sao tương tự như trong Mario Party: Star Rush [1].

Trò chơi có thể được chơi chỉ với một bộ điều khiển Joy-Con cho mỗi người chơi, cho phép hai người chơi chơi cùng nhau chỉ với một hệ thống Switch, đi kèm với hai Joy-Con. Super Mario Party cũng tận dụng khả năng không dây cục bộ của hệ thống Switch, cho phép các đội chơi từ các hệ thống Switch riêng biệt và cho phép nhiều máy chơi Switch được sắp xếp và đồng bộ hóa để tạo ra môi trường đa màn hình lớn hơn  trong một chế độ gọi là "Toad's Rec Room"  (như được cấp bằng sáng chế trước khi trò chơi được đưa ra).
Một số minigame có thể được chơi bằng cách sử dụng các nút điều khiển truyền thống, trong khi một số khác có thể được điều khiển bằng điều khiển chuyển động, chẳng hạn như minigame "Trike Harder".
Toad và Toadette lần đầu tiên là người dẫn chương trình trong Super Mario Party, dẫn chương trình trong suốt trò chơi.

### Chơi trực tuyến
Super Mario Party có tính năng nhiều người chơi trực tuyến lần đầu tiên trong loạt trò chơi Mario Party. Trong khi board game của Chế độ nhóm bị hạn chế chơi trực tuyến, người chơi có thể chơi 80 minigame với các người chơi khác ở địa phương hoặc trực tuyến độc lập với các trò chơi trên bảng trong chế độ "Online Mariothon" của trò chơi. Trong chế độ Mariothon trực tuyến, người chơi cạnh tranh trong năm minigame được chọn ngẫu nhiên nhằm đạt được số điểm cao nhất. Nó cũng có tính năng bảng lãnh đạo và hệ thống xếp hạng, cũng như phần thưởng mà người chơi có thể nhận được khi chơi chế độ này.

## Nhân vật có thể chơi
Danh sách các nhân vật có thể chơi trong Super Mario Party bao gồm tất cả những người đã từng xuất hiện trước đây trong series Mario Party (trừ Birdo, Koopa Kid và Spike), với Bowser lần đầu tiên hoàn toàn có thể chơi được (trước đây ở Mario Party 10 đã có thể chơi được ở Bowser Party). Các nhân vật mới có thể chơi trong Super Mario Party bao gồm Bowser Jr. và Diddy Kong, những người trước đây chỉ có thể chơi được trong một số phiên bản trước; Pom Pom, Goomba  và Monty Mole, trước đây không ai trong số họ từng là nhân vật có thể chơi được trong Mario Party, mặc dù đây là tác phẩm đầu tay của sê-ri, và hai phần sau đã xuất hiện dưới dạng NPC trong toàn bộ chuỗi trò chơi.

## Phát triển
Super Mario Party được NDcube phát triển. Nintendo đã tiết lộ Super Mario Party vào ngày 12 tháng 6 năm 2018 trong buổi giới thiệu Nintendo Direct Expo 2018 của họ, tại đó họ cũng tuyên bố rằng trò chơi sẽ phát hành vào ngày 5 tháng 10 năm 2018 trên Nintendo Switch. Vào tháng 8 năm 2018, Nintendo cho biết Super Mario Party sẽ không hỗ trợ Bộ điều khiển Nintendo Switch Pro. Vào tháng 9 năm 2018, Nintendo đã tiết lộ rằng Super Mario Party sẽ không hỗ trợ chế độ cầm tay.

## Đánh giá
Super Mario Party đã nhận được những đánh giá tổng quan tích cực theo tổng hợp đánh giá Metacritic. IGN đã cho Super Mario Party 7.3 điểm, với nội dung "Super Mario Party mang đến trải nghiệm nhiều người chơi trên ghế, nổi tiếng, mặc dù cũng đề cập đến việc lựa chọn bản đồ mờ nhạt". Tuy nhiên game chỉ có bốn bảng trong Mario Party và Partner Party, và nhiều nhà phê bình cũng nhận thấy những bảng này quá nhỏ so với các trò chơi Mario Party cũ. Game có sự đa dạng về chế độ và nhân vật, tuy nhiên, minigame là thứ được khen nhiều nhất. 

### Bán hàng
Super Mario Party đã bán được 142.868 bản trong vòng 2 ngày đầu tiên được bán tại Nhật Bản, vượt xa hai phiên bản nổi tiếng gần nhất Mario Party 10 và Mario Party 9. Super Mario Party xuất hiện ở vị trí thứ 5 trên bảng xếp hạng doanh số của Vương quốc Anh trên tổng số bản được bán, vào thời điểm rất đông đúc. Đến ngày 31 tháng 10 năm 2018, tổng doanh số của Super Mario Party đạt hơn 1,5 triệu bản, vượt xa mong đợi của Nintendo và biến nó trở thành game Mario Party bán chạy nhất kể từ Mario Party 6.
Tổng doanh số đạt 5,30 triệu bản vào cuối tháng 12 năm 2018. Tính đến tháng 2 năm 2019, Super Mario Party đã bán được hơn 1 triệu bản tại Nhật Bản.

## Ảnh

Mario